# Kang Doo
Kang Doo, pseudonimo di Song Young-shik (27 febbraio 1979), è un attore, cantante e bassista sudcoreano.

## Biografia
Si è laureato alla Seo Kyung University. Ex membro del duo modern rock The Jadu, nel quale cantava da seconda voce e suonava il basso, nel 2005 Kang ha lasciato il duo per dedicarsi completamente alla carriera di attore, ed è stato sostituito dal cantante Maru.
Kang ha recitato nella terza stagione della sitcom Hello Francesca, trasmessa sulla rete televisiva nazionale MBC. Sulla stessa rete è stata trasmessa la serie Gung S, spinoff di Gung, nella quale Kang ha recitato nel ruolo di Lee Joon. Gung S, tuttavia, non ha ottenuto un gran successo di critica e pubblico, portando l'attore a ricevere delle critiche non positive sul suo operato. In una successiva intervista, Kang Doo ha dichiarato di essere stato molto influenzato da tali critiche, in quanto la serie costituiva la sua prima apparizione da protagonista in un canale televisivo nazionale importante.